# Seaside (Queens)
Pour les articles homonymes, voir Seaside.
Seaside est un quartier de la municipalité de New York, situé au cœur de l'arrondissement du Queens, dans la péninsule de Rockaway, au sud-ouest de l'île de Long Island.
Seaside est situé précisément entre Rockaway Park à l'ouest et Rockaway Beach et Hammels à l'est.

## Développement
Coincé entre Rockaway Park à l'ouest et Rockaway Beach à l'est, Seaside était, avant les années 1980, une communauté de villégiature de petits bungalows saisonniers mais aujourd'hui le quartier est dominé par des immeubles d’appartements, situés le long de son front de mer sur la rive sud donnant sur l'océan Atlantique.

## Situation
Les principales routes traversant Seaside sont Rockaway Beach Boulevard, Rockaway Freeway et la Shore Front Parkway, qui n’a jamais été complètement achevée. L’extrémité sud du pont Cross Bay Bridge se trouve entre Seaside et Rockaway Park.
Seaside accueille les stations de métro de New York, Beach 105th station et Beach 98th Streets station situées sur la ligne aérienne IND Rockaway (navette S Rockaway Park Shuttle).